# Sticky George
Sticky George è il terzo album in studio del gruppo musicale britannico The Korgis, pubblicato il 10 luglio 1981.
Ci fu una riedizione dell'album in formato CD nel 1999.

## Tracce

### Lato A
1. Sticky George – 3:36
2. Can't We Be Friends Now – 4:01
3. Foolishness of Love – 3:31
4. Domestic Bliss – 3:15
5. That Was My Big Mistake – 4:37

### Lato B
1. Nowhere to Run (5:17 durata versione originale del 1981) – 4:15
2. Contraband – 3:18
3. All the Love in the World – 4:12
4. Don't Say That It's Over – 2:50
5. Living on the Rocks – 3:32